# كارلي سكوت كولينز
كارلي سكوت كولينز (بالإنجليزية: Karley Scott Collins)‏ هي ممثلة أمريكية، ولدت في 14 ديسمبر 1999 بفلوريدا في الولايات المتحدة.

## أعمال

### أفلام
- (2009) ذا كوليكتور[3]
- (2010) موسم صيد 3

### مسلسلات
- كان ياما كان

## وصلات خارجية
- كارلي سكوت كولينز على موقع IMDb (الإنجليزية)
- كارلي سكوت كولينز على موقع ألو سيني (الفرنسية)
- كارلي سكوت كولينز على موقع ميوزك برينز (الإنجليزية)
- كارلي سكوت كولينز على موقع أول موفي (الإنجليزية)
- كارلي سكوت كولينز على موقع قاعدة بيانات الفيلم (الإنجليزية)
- كارلي سكوت كولينز على موقع كينوبويسك (الروسية)